# Johanneskirche (Archfeld)

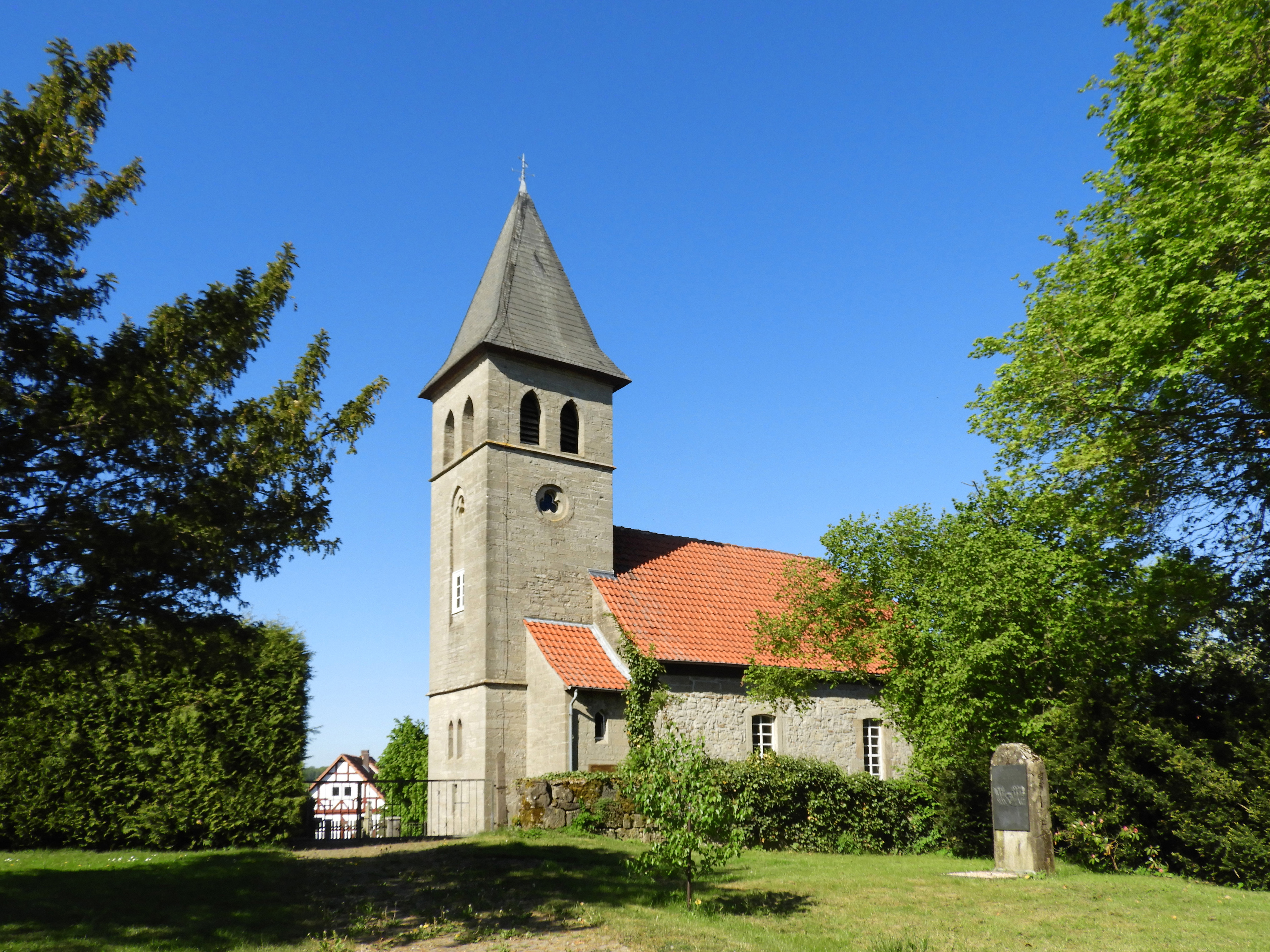
Die Johanneskirche von Südwesten

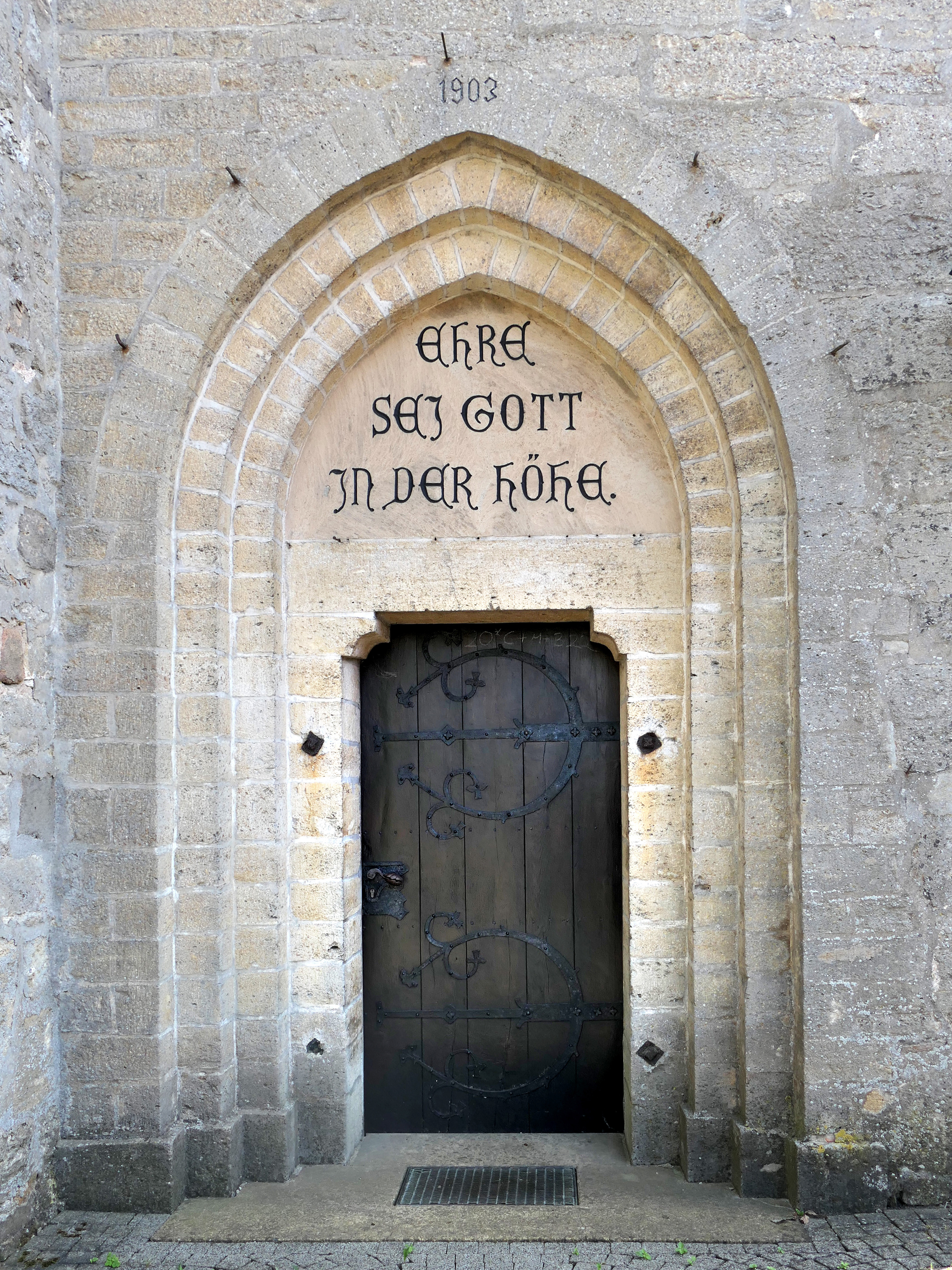
Die Eingangstür zum Kirchenraum befindet sich an der Nordseite des Turms

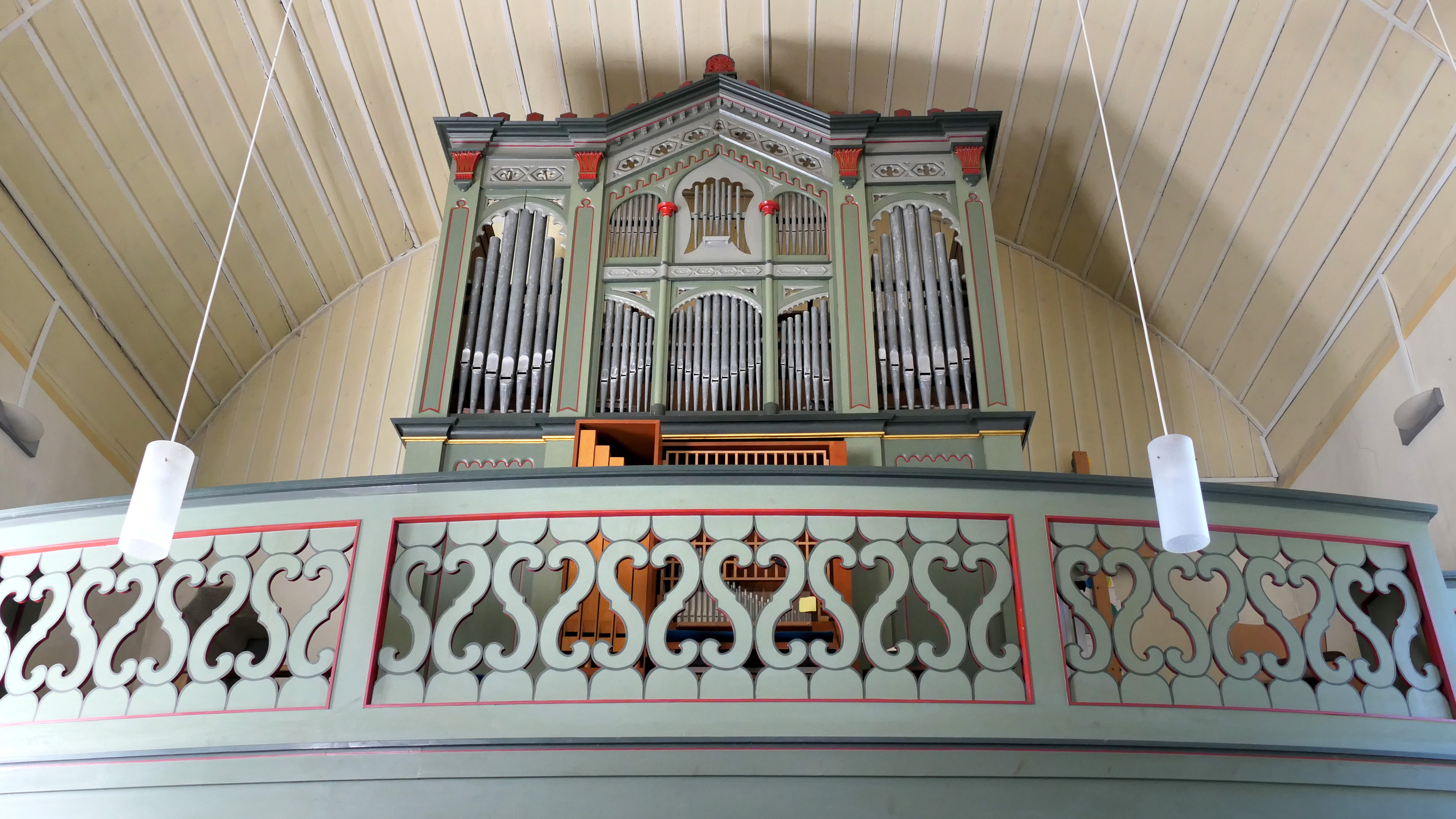
Orgelempore

Die Evangelische Johanneskirche ist ein denkmalgeschütztes Gebäude in Archfeld, einem Ortsteil der Gemeinde Herleshausen im nordhessischen Werra-Meißner-Kreis. Ihren Namen bekam die Kirche im Jahr 2017 im Rahmen eines festlichen Gottesdienstes, anlässlich ihres 450-jährigen Jubiläums. Zwanzig Jahre zuvor war bereits die neue Glocke nach Johannes dem Täufer benannt worden.
Die Gemeinde des im Jahr 1279 erstmals erwähnten Orts auf dem südlichen Bereich der Hochfläche des Ringgaus gehört mit allen Kirchengemeinden in den Ortsteilen von Herleshausen zum Kirchspiel Herleshausen-Nesselröden. Das Kirchspiel ist Teil des Kooperationsraums Herleshausen-Ringgau-Weißenborn im Kirchenkreis Werra-Meißner, innerhalb der Evangelischen Kirche von Kurhessen-Waldeck im Sprengel Kassel.

## Kirchengebäude
Die Kirche erhebt sich an der höchsten Stelle des Ortes und diente vermutlich ursprünglich als Wehrkirche, in der die Dorfbewohner in Notzeiten Zuflucht finden konnten. Von dem ursprünglichen Kirchenbau ist nichts mehr vorhanden. Der älteste noch erhaltene Teil ist das Langhaus, das aus dem Jahr 1567 stammt. Der Kirchturm wurde im Jahr 1903 erbaut, nachdem ein Feuer den vorherigen vernichtet hatte.
Den einfachen Saal im Kircheninnern schließt eine Rundtonne. Die Ausstattung stammt ebenso wie der Turm aus dem Jahr 1903. Wegen ihrer künstlerischen, geschichtlichen und städtebaulichen Bedeutung ist die Kirche ein geschütztes Kulturdenkmal.

## Fenster
Die beiden Buntglasfenster im Altarraum gelten als besondere Schmuckstücke der Dorfkirche. Entworfen und eingebaut wurden sie im Jahr 1983 von der Werkstatt des Marburger Glasmalers E. Jakobus Klonk. Klonk, dessen Schaffen vielfältige Spuren in Sakralbauten in Hessen und den benachbarten Bundesländern hinterlassen hat, gestaltete in den bleiverglasten Segmentbogenfenstern farbenprächtige Darstellungen des Weihnachts- und Osterfestes.

## Kirchhof und Anger

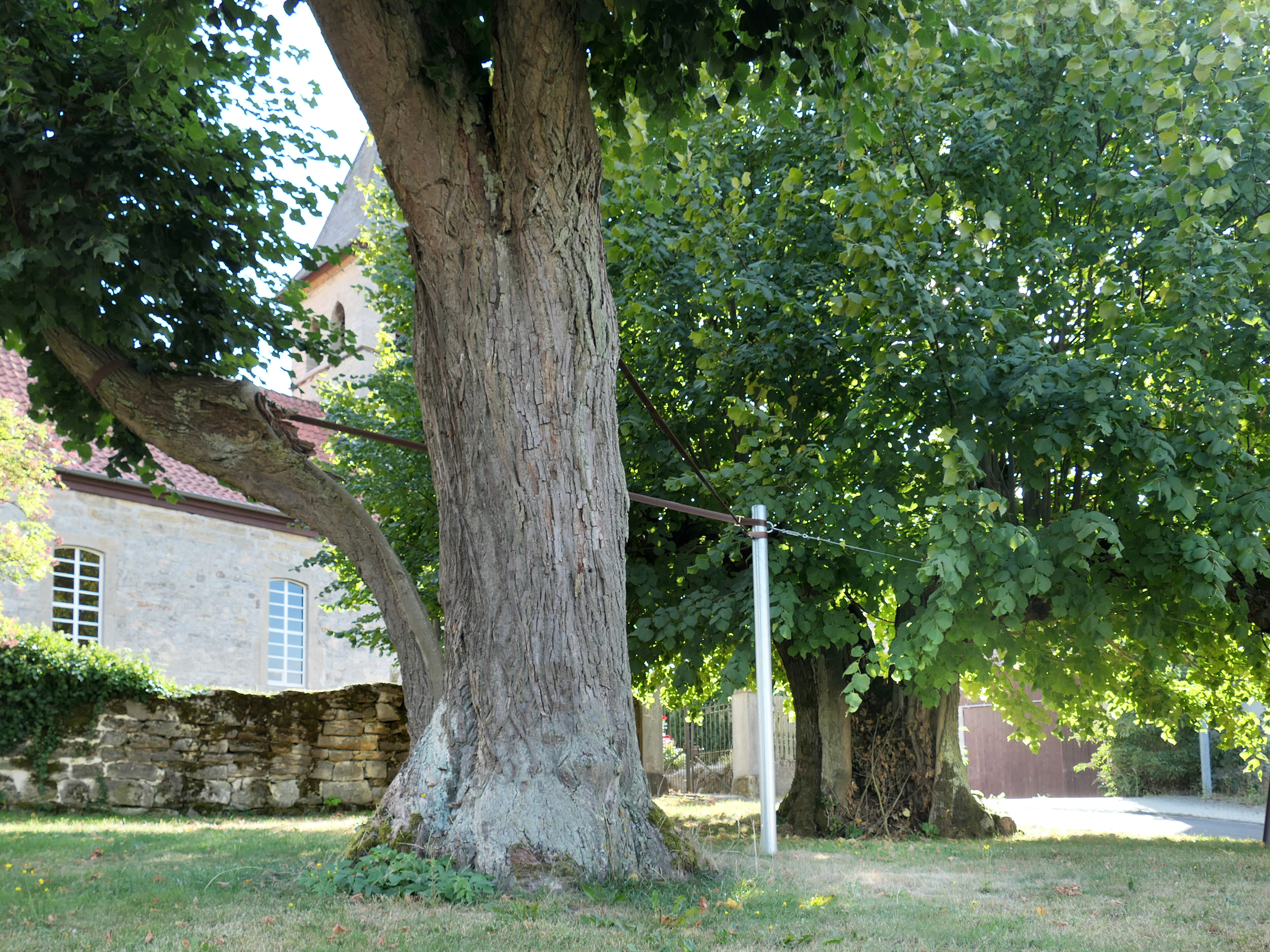
Der Anger unterhalb der Kirche mit den Dorflinden

Unterhalb der Kirche liegt vor der alten Ummauerung des Kirchhofs der Dorfanger, auf dem zwei Linden stehen. Das Pflanzdatum der beiden Bäume ist nicht bekannt, ihr Alter ist auf deutlich mehr als 300 Jahre einzuschätzen. In früherer Zeit wurde der Platz als Gerichtsstätte genutzt. Archfeld befand sich vor der Säkularisation lange Zeit im Besitz des Klosters Fulda. Als die Treusche von Buttlar im 16. Jahrhundert durch Hessen und Sachsen mit dem Ort belehnt wurden, gingen die niedere und peinliche Gerichtsbarkeit an sie über. Es wird angenommen, dass unter der rechts von der Kirche stehenden kreuzförmig geleiteten Linde Gericht gehalten und unter dem anderen Baum, an dem ein Halseisen befestigt war, die Strafe an Ort und Stelle vollzogen wurde.

## Denkmalschutz
Wegen ihrer geschichtlichen, künstlerischen und städtebaulichen Bedeutung ist die Kirche ein geschütztes Kulturdenkmal und wurde nach § 2 Absatz 1 des Hessischen Denkmalschutzgesetzes mit der Nummer 38020 in das Denkmalverzeichnis des Landes Hessen eingetragen. Als besonders bemerkenswert betrachten die Denkmalschützer die Reste der alten Ummauerung des Kirchhofs sowie einen Grabstein aus dem 18. Jahrhundert.
Der unterhalb der Kirche, an den Kirchhof angrenzende Platz, steht als einer der besterhaltenen Dorfanger des Kreisgebietes aus geschichtlichen und städtebaulichen Gründen unter Denkmalschutz. Die beiden alten Linden, die sich auf ihm befinden, wurden als Naturdenkmale ausgewiesen. Kirche und Anger liegen im südöstlichen Teil der Gesamtanlage Archfelds, die wegen ihrer geschichtlichen Bedeutung geschützt wird und zu der Hofanlagen im Bereich der Johannesstraße gehören. Im Denkmalverzeichnis des Landes Hessen haben der Dorfanger die Nummer 38021 und die Gesamtanlage die Nummer 38012.